# Biwako-Quasi-Nationalpark
Der Biwako-Quasi-Nationalpark (japanisch 琵琶湖国定公園 Biwako kokutei kōen) ist ein Quasi-Nationalpark in Japan. Der am 24. Juli 1950 gegründete Park umfasst eine Fläche von 976,72 km² und erstreckt sich über die Präfekturen Shiga und Kyōto. Mit der IUCN-Kategorie V ist das Parkgebiet als Geschützte Landschaft/Geschütztes Marines Gebiet klassifiziert. Die Präfekturen Shiga und Kyōto ist für die Verwaltung des Parks zuständig.

## Galerie

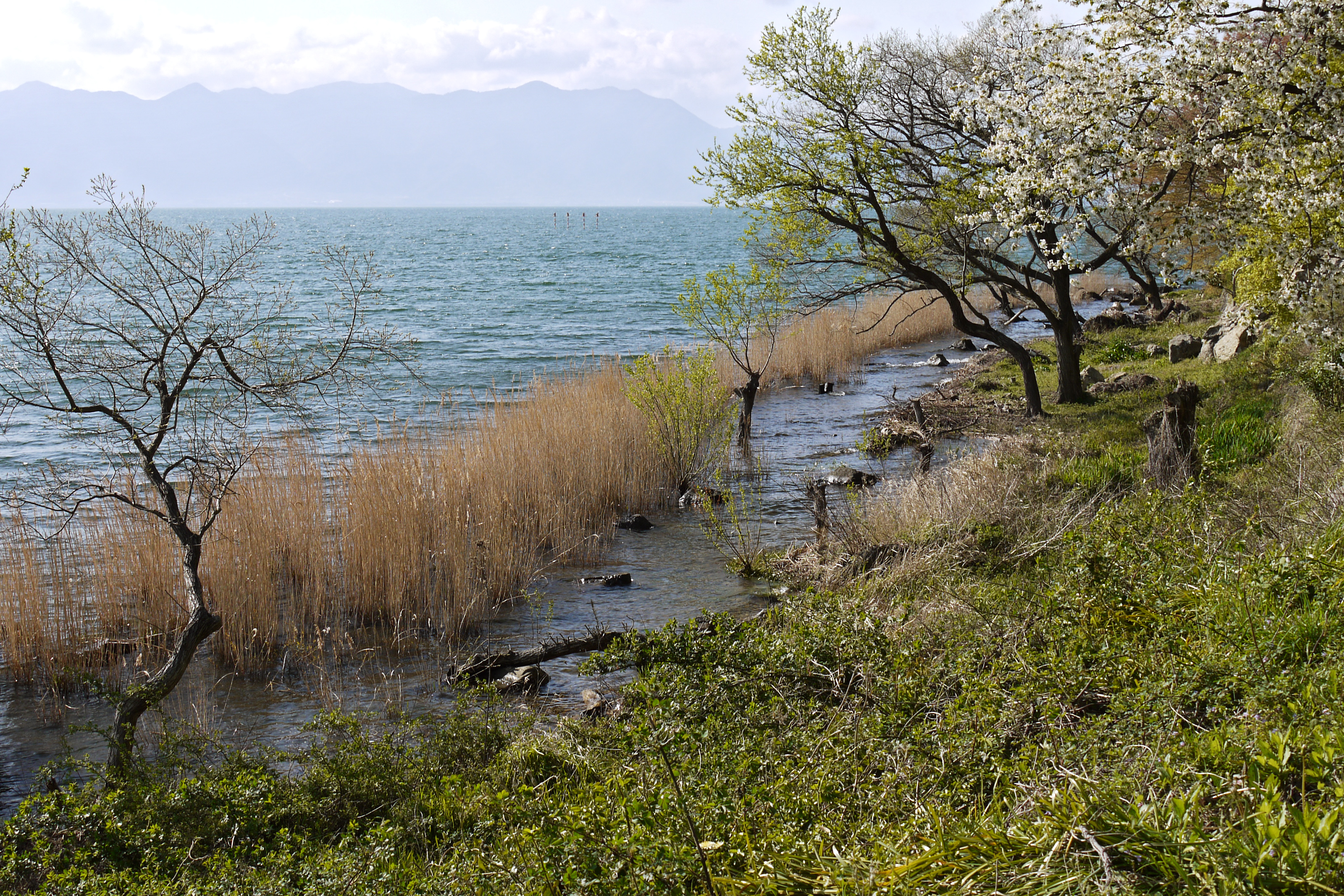
Biwako-See im Frühjahr
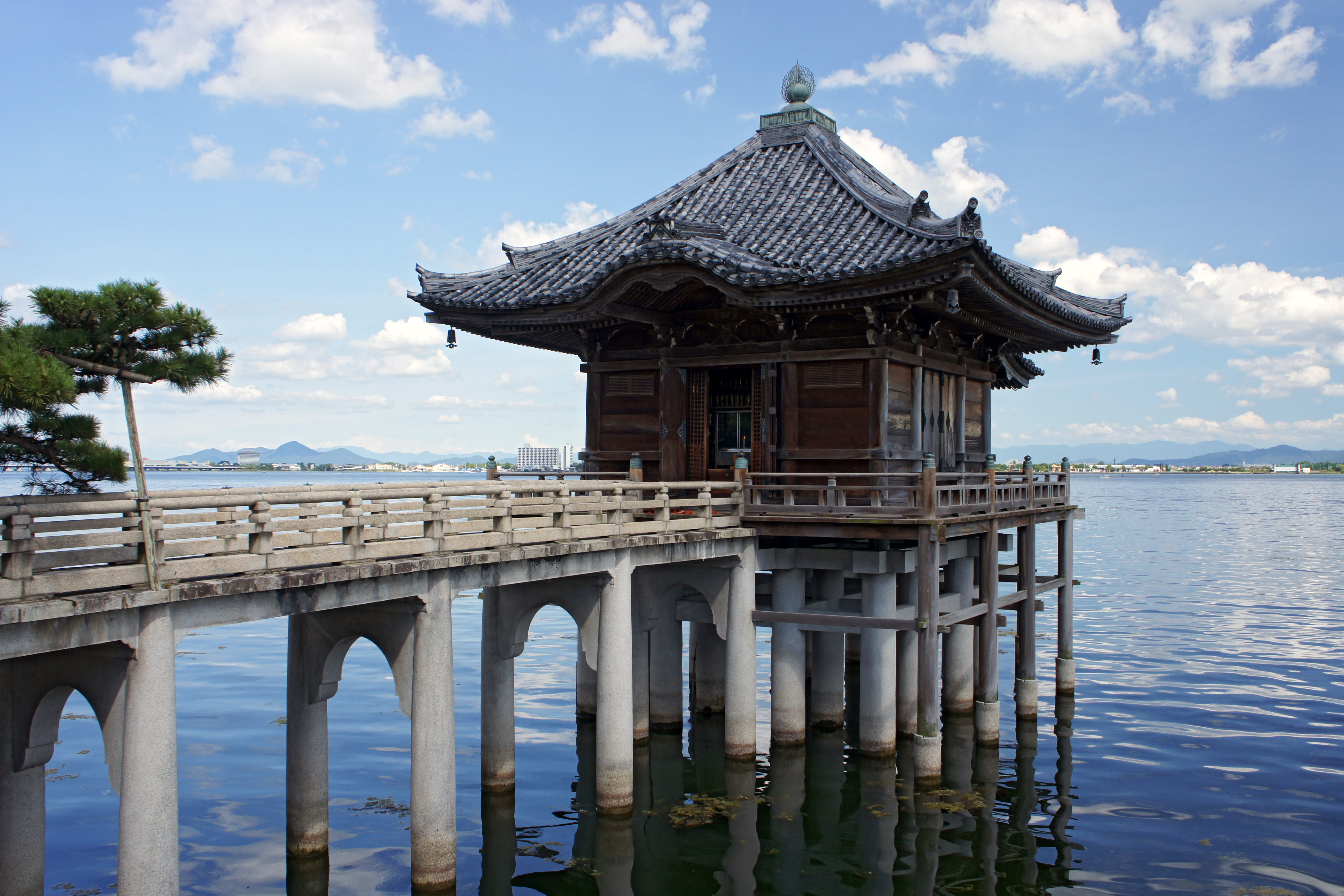
Biwako Ukimidō
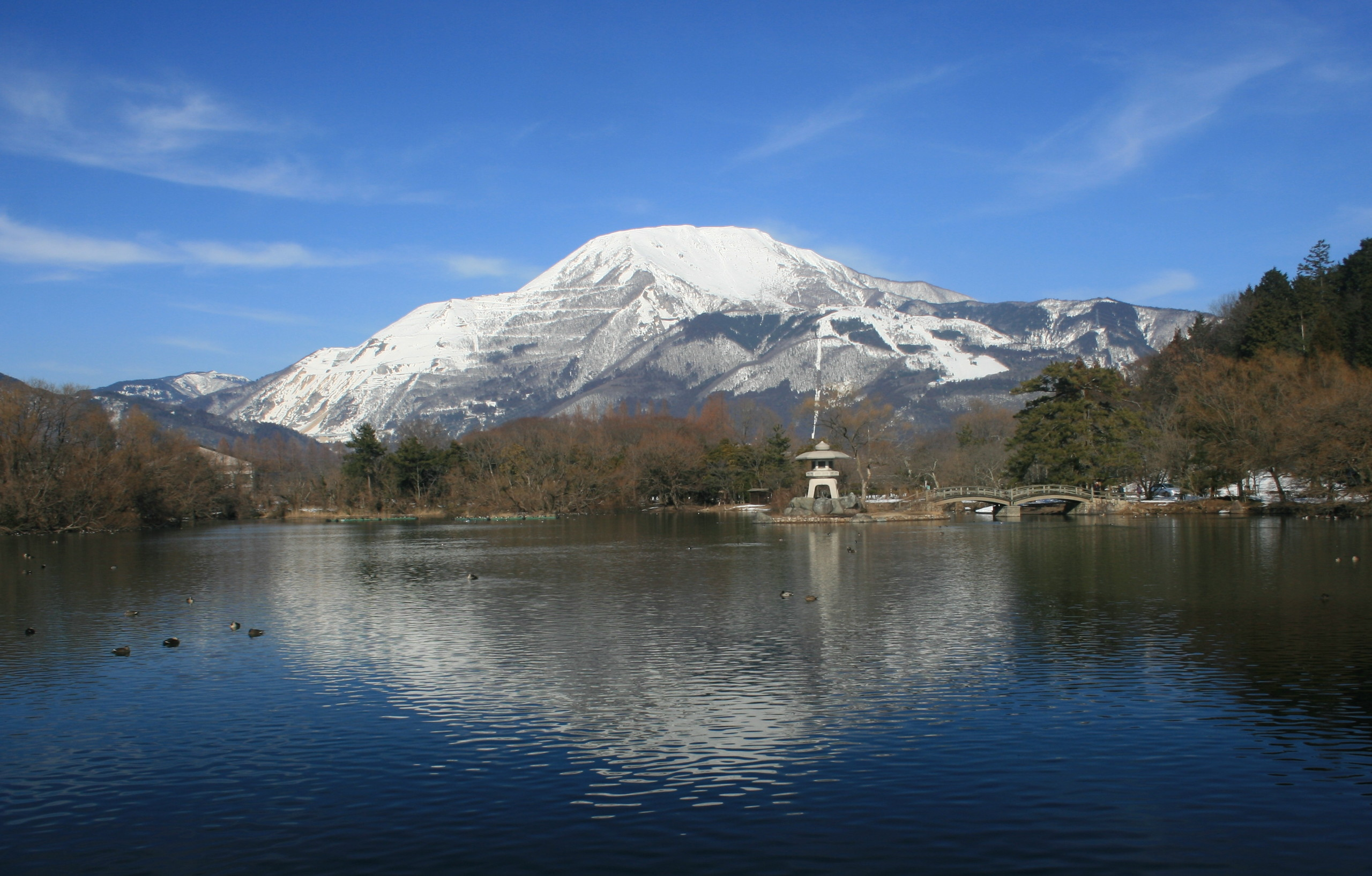
Ibuki (Berg)